# Badacsony
Badacsony [ˈbɒdɒʧoɲ] ist ein ungarischer Tafelberg vulkanischen Ursprungs am westlichen Nordufer des Plattensees mit einem Umfang von 11 Kilometer und einer Höhe von 437 Metern. Er gibt auch der ihn umgebenden Weinbauregion den Namen.

## Geographie
Ein markierter Wanderweg führt von Süden auf den Gipfel des Badacsony. Dort wurde im Jahr 2011 ein Aussichtsturm errichtet, der einen Rundumblick auf den See und das Hinterland ermöglicht.
Der Ort Badacsony/Badacsonytomaj, der sich zwischen See und Berg hinzieht, ist ein beliebtes Touristenziel mit einer langen Meile von Wein- und Fischlokalen. Gut erreichbar ist der Ort mit dem Schiff von der gegenüberliegenden Bahnstation Fonyód aus.

## Fund von Badacsony-Lábdihegy
Durch Zufall wurde in Lábdihegy eine Sandsteinskulptur aufgefunden, deren Datierung nicht sicher ist. Ihr Stilcharakter weist auf keltische Tradition hin, doch sind auch römische Steinplastiken in Pannonien mit ähnlicher Stilistik gefunden worden.
Die Skulptur stellt eine anthropomorphe Figur mit zwei Köpfen dar. Einer der Köpfe ist – offenbar durch einen Fehler des Künstlers – verstümmelt. Die (teilweise missglückte) Bearbeitung des Sandsteines erinnert an jene von Holzfiguren. Keltisch sind die maskenhaften, stilisierten Gesichtszüge mit dreieckiger Nase und ovalem Mund, die langgezogene Kopfform und die ikonographisch interessanten geschlossene Augen. Die beiden Köpfe sind durch einen Zopf getrennt, wie er von den keltischen Münzen aus Ungarn, Typus „Zopfreiter“, bekannt ist. Der Hals des vollständigen Kopfes trägt einen Torques (Halsring).
Der Fund befindet sich heute im Balatonmuseum von Keszthely.

## Weinanbau
Wichtigste Rebsorte der Region ist der Welschriesling. Dieser Wein wird im Allgemeinen schon nach einem Jahr in Flaschen abgefüllt, damit er sein Bittermandel-Aroma bewahrt.
Weitere in der Region angebaute Rebsorten sind die Szürkebarát-Rebe („Graumönch“), ein Abkömmling der französischen Pinot-Gris-Rebe, sowie die alte und heute seltene Rebsorte Blaustengler. Ebenfalls angebaut werden der Grüne Silvaner und Muskateller.

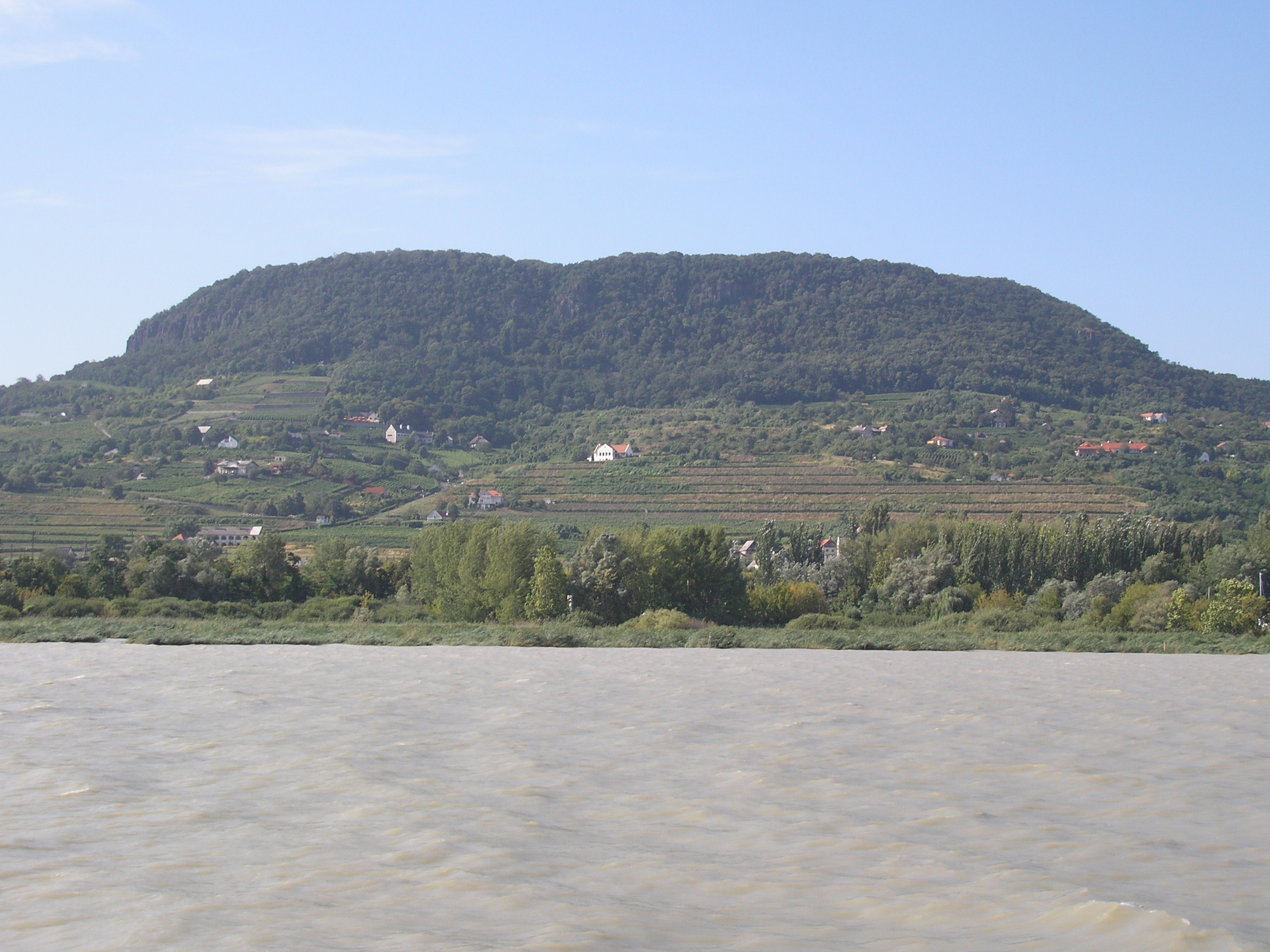
Berg Badacsony am Plattensee
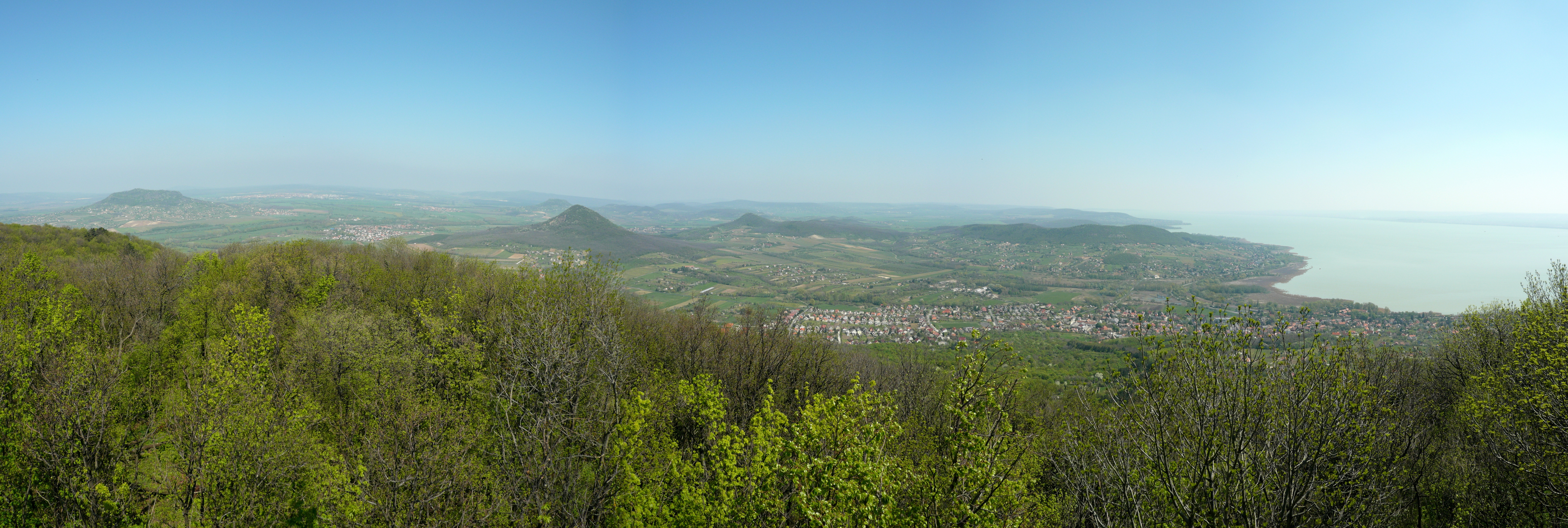
Panorama vom Badacsony
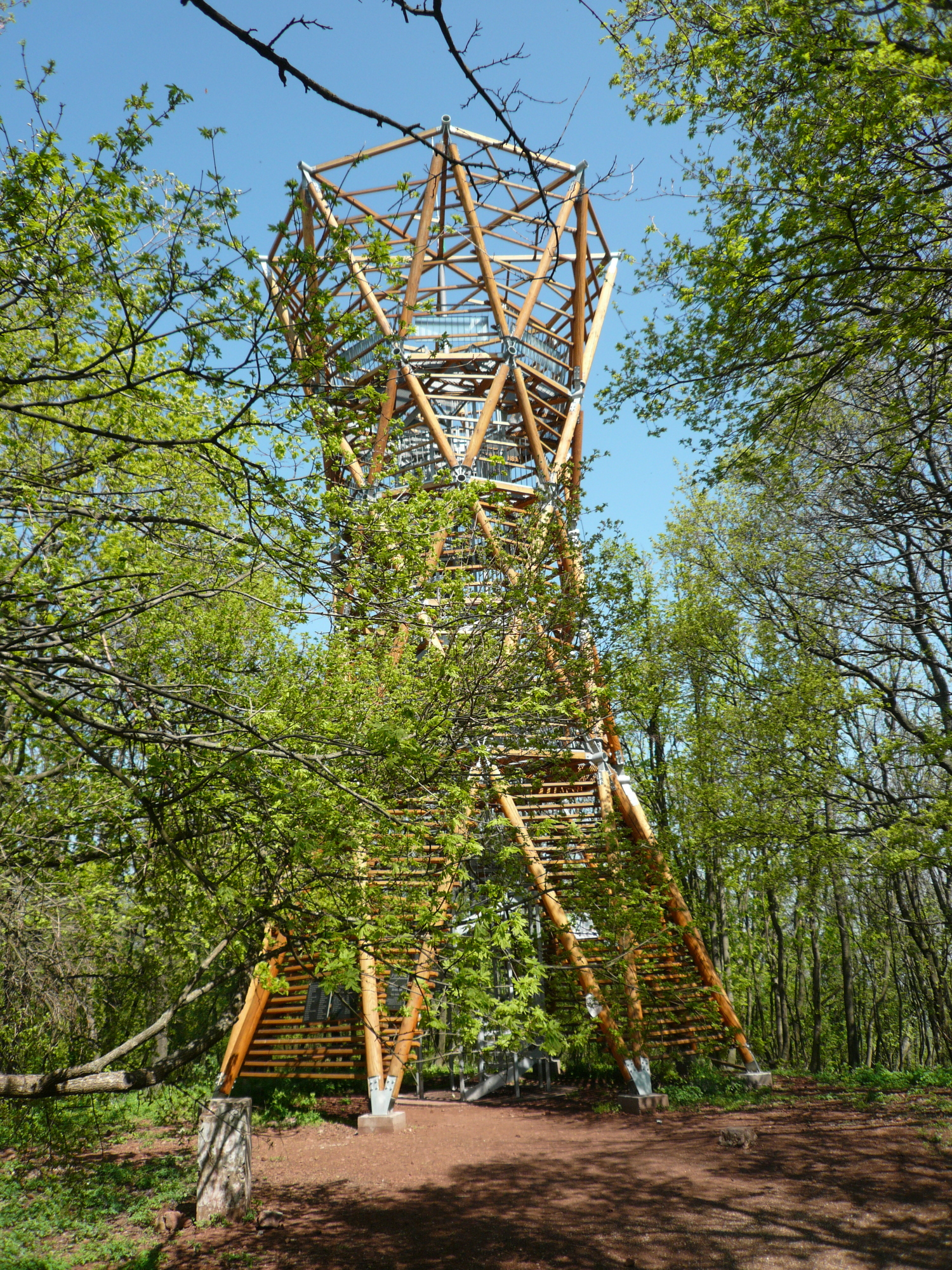
Aussichtsturm auf dem Badacsony
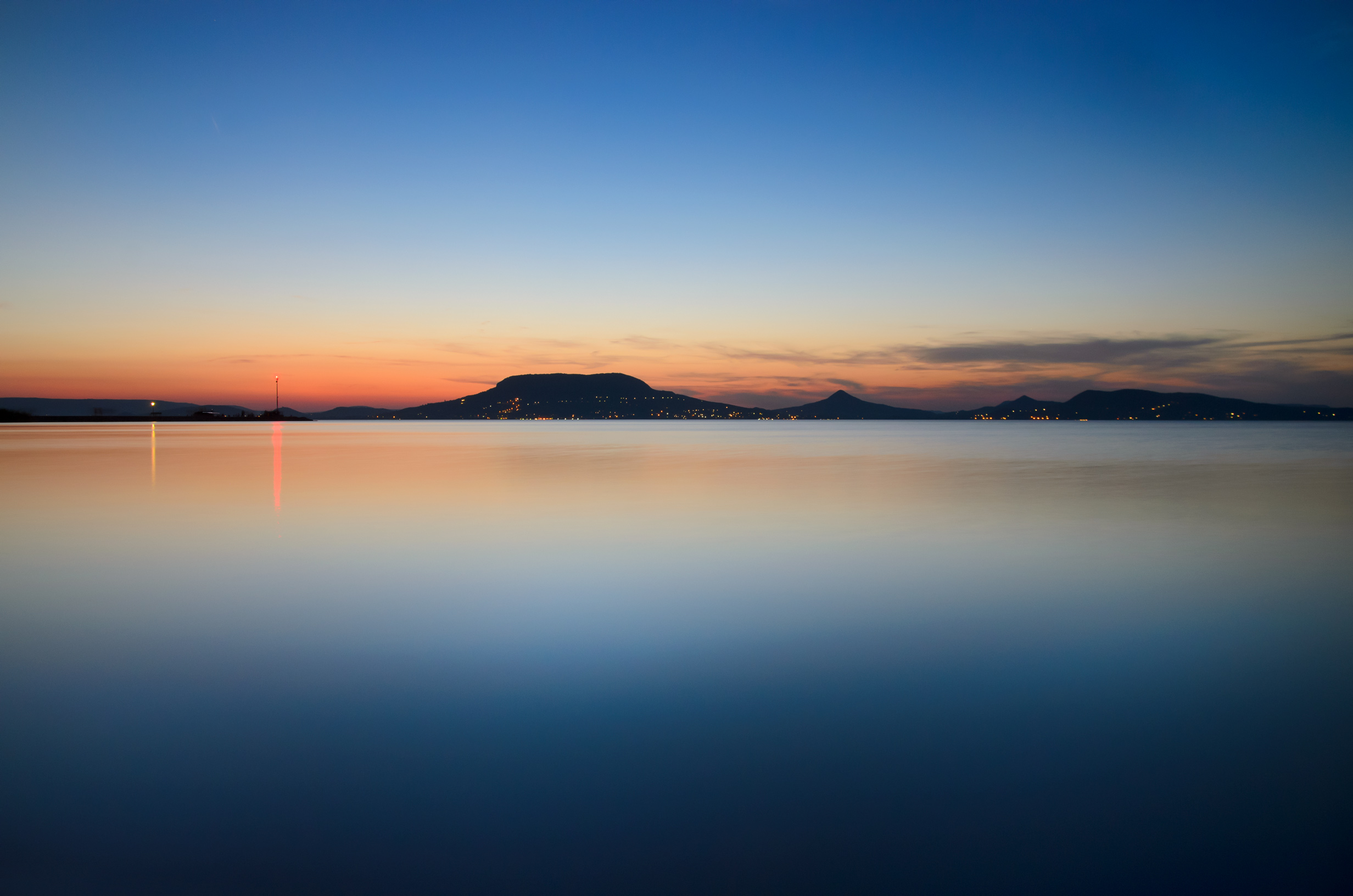
Sonnenuntergang in Badacsony